# Sidewize
Sidewize è un videogioco sparatutto del 1987 per Commodore 64 e ZX Spectrum. Il gioco ha ricevuto un sequel dal titolo Crosswize.